# Omar Ibn Abi Rabi'a
Omar Ibn Abi Rabia (in arabo عمر بن أبي ربيعة‎?, ʿUmar b. Abī Rabīʿa) (La Mecca, 644 – La Mecca, 712) è stato un poeta arabo, celebre per le sue poesie d'amore (ghazal).
Il suo nome completo era Abū l-Khaṭṭāb ʿUmar b. ʿAbd Allāh b. Abī Rabīʿa b. al-Mughīra b. ʿAbd Allāh b. ʿUmar b. Makhzūm b. Yakāza b. Murra al-Makhzūmī.
Fu il tipico esponente della poesia d'amore cittadina, dai molti amori felici in contrasto con quella, beduina, definita ʿudhrita, di Jamil e Majnun, in cui l'amore era fedele e votato all'infelicità.

## Vita
Nacque alla Mecca, la stessa notte - era solito ricordare - in cui venne ucciso il califfo ʿUmar ibn al-Khaṭṭāb, vale a dire mercoledì 25 Dhu l-Hijja 23 H. (novembre 644).
Tra i suoi tanti amori, quello più noto e da lui più celebrato nelle sue poesie fu quello per Thurayya bint ʿAlī b. ʿAbd Allāh b. al-Ḥārith, una bellissima e nobile discendente della famiglia degli Omayyadi, che peraltro andò poi in sposa a Suhayl b. ʿAbd al-Raḥmān b. Awf al-Zuhrī, che la portò con sé in Egitto. In tale occasione avrebbe composto dei versi in cui, prendendo spunto dai nomi Thurayya (designazione araba delle Pleiadi) e Suhayl (denominazione di Canopo), così si esprimeva: